# Arielle, die Meerjungfrau (1989)
Arielle, die Meerjungfrau (Originaltitel The Little Mermaid) ist der 28. abendfüllende Zeichentrickfilm der Walt-Disney-Studios, der im Jahr 1989 erschien. Er basiert auf den Motiven des Märchens Die kleine Meerjungfrau von Hans Christian Andersen und ist der letzte Disney-Trickfilm, der mit Hilfe von Elektrofotografie hergestellt wurde.
Mit ihm kehrte die Walt Disney Company zu dem 1937 mit Schneewittchen und die sieben Zwerge eingeführten Musical-Filmformat zurück, dessen vorherige Wiedereinführung mit Oliver & Co. erfolgreich getestet wurde. Premiere des Films war am 13. November 1989 in New York, ehe Arielle, die Meerjungfrau vier Tage später landesweit in die Kinos der USA, Kanadas und Mexikos kam. In Österreich startete er am 17. Oktober 1990 in den Kinos, in Deutschland am 29. November 1990.
Am 2. November 2006 erschien Arielle, die Meerjungfrau als Special Edition auf DVD. 2000 produzierte Disney einen zweiten Teil unter dem Namen Arielle, die Meerjungfrau 2 – Sehnsucht nach dem Meer, der allerdings nur für den Video-Verkauf animiert wurde. Am 11. September 2008 erschien der dritte Teil Arielle, die Meerjungfrau – Wie alles begann in den USA auf DVD.
2023 erschien eine gleichnamige Neuverfilmung als Realfilm mit Halle Bailey in der Titelrolle.

## Handlung
Arielle (im englischen Original Ariel), die jüngste Tochter von König Triton, Herrscher über das Meeresvolk, ist mit ihrem Leben im Meer unzufrieden. Sie sehnt sich danach, einmal ein Mensch zu sein, und gerät mit ihrem Vater oft in Streitereien über diese „barbarischen Fischfresser“. Häufig muss dessen Hofmusikant Sebastian, die Krabbe, der unternehmungslustigen Arielle und ihrem Freund Fabius (Flounder), einem Doktorfisch, nachspionieren, um zu gewährleisten, dass Arielle nicht entgegen den Anweisungen ihres Vaters zur Meeresoberfläche schwimmt.
Von allen unbemerkt beobachtet die Seehexe Ursula das Treiben von Arielle und ihren Freunden und sieht in ihr die perfekte Chance, Rache an König Triton zu üben, der sie einst aus dem Königreich verbannt hatte.
Eines Abends beobachten Arielle und Fabius an der Oberfläche ein Feuerwerk zu Ehren des Prinzen Erik (Prince Eric), der seinen Geburtstag auf einem Schiff feiert. Zu seinem Unglück gerät das Schiff in einen Sturm und Erik wird von Bord geschwemmt. Arielle kommt ihm zu Hilfe und verliebt sich in den Prinzen. Als dieser jedoch erwacht, verschwindet sie und Erik hat keine Erinnerung an sie, außer an ihren wunderschönen Gesang.
Als Arielles Vater erfährt, dass sie einen Menschen vor dem Ertrinken gerettet und sich dabei in ihn verliebt hat, ist er außer sich vor Wut und zerstört mit seinem goldenen Dreizack eigenhändig Arielles geheimes Versteck, wo sie ihre gefundenen Souvenirs aus der Menschenwelt aufbewahrte.
Nun sieht Ursula ihre Chance gekommen und verspricht, Arielle für drei Tage in einen Menschen zu verwandeln. In diesen drei Tagen muss sie von Erik geküsst werden, nur dann kann sie für immer ein Mensch bleiben. Schafft sie es nicht, verwandelt sie sich wieder in eine Meerjungfrau und ihre Seele gehört Ursula. Als „Bezahlung“ erhält die Hexe ihre Stimme, da sie weiß, dass Erik Arielle nur an ihrer Stimme erkennen kann.
Sebastian und Fabius bringen die in einen Menschen verwandelte Arielle schnellstens an die Oberfläche, wo sie Prinz Erik sogleich am Strand trifft. Wie von Ursula geplant, kann er nicht ergründen, wer sie ist und wo sie herkommt. Arielles Freunde bemühen sich, die beiden zum Küssen zu bewegen, während Ursula genau das Gegenteil versucht. Arglistig geht sie als wunderschöne Vanessa an Land und betört Erik mit Arielles Stimme. Erik glaubt, in Vanessa seine Lebensretterin gefunden zu haben, und die Hochzeit wird für den Abend festgelegt, an dem Arielles Arrangement mit Ursula ausläuft.
Nun werden von Eriks Hund Max und der Seemöwe Scuttle alle möglichen Vorkehrungen getroffen, damit die Hochzeit nicht wie geplant stattfinden kann. So kommt es, dass die falsche Braut von Seevögeln attackiert wird und Max schließlich durch einen Biss in Ursulas Hinterteil deren Identität aufklärt. Damit erhält Arielle ihre Stimme wieder und Erik begreift, dass sie das Mädchen ist, das ihn einst rettete. Er will sie küssen, doch es ist zu spät. Mit dem Untergehen der Sonne verwandelt sich Arielle wieder in eine Meerjungfrau und die zurücktransformierte Ursula entführt sie in die Tiefen des Meeres.
Nun schaltet sich König Triton ein, der zwar den Handel nicht brechen kann, sich aber für seine Tochter bei Ursula aufopfert, indem er seine Seele gegen die Arielles austauscht. Ursula nimmt Tritons Krone und ernennt sich selbst zur Herrscherin der Meere. Unter der Wasseroberfläche entdeckt Erik Ursula, während sie Arielle bedroht, und trifft Ursula mit einer Harpune am Arm. Diese will ihn mit dem Dreizack vernichten, doch Arielle verursacht, dass Ursula versehentlich ihre beiden Haustier-Muränen tötet, und nun soll auch Arielle beseitigt werden. Vor lauter Zorn verwandelt die Seehexe sich in einen Riesenkraken und zieht in einem gewaltigen Wirbel den herbeigesegelten Erik in Richtung Meeresgrund. Doch er wächst über sich hinaus, als Arielle in den Strudel gerät. Er geht auf ein herbeigewirbeltes Schiffswrack an Bord und steuert es Richtung Ursula. Als sie kurz davor ist, Arielle zu töten, rammt Erik Ursula den Bug des Schiffes mitten ins Herz.
Mit ihrem Tod werden all ihre ehemaligen Opfer inklusive Triton wieder zu Meeresbewohnern. Als der Meereskönig erkennt, wie unglücklich Arielle als Meerjungfrau ist, und wie sehr sie Erik liebt, gibt er schließlich nach und schenkt Arielle ein Leben als Mensch.

## Produktion

### Entstehung
Der Grundstein zu Arielle wurde bereits 1985 gelegt, als Ron Clements, Co-Regisseur von Basil, der große Mäusedetektiv, in einem Buchladen auf ein Buch mit einigen Geschichten von Hans Christian Andersen stieß. Während er das Märchen der kleinen Meerjungfrau las, hatte er die Filmidee. Kurz darauf verfasste er ein kleines, zweiseitiges Drehbuch. Disneys Vorstandsvorsitzender Michael Eisner und der damalige Leiter von Walt Disney Pictures, Jeffrey Katzenberg, zeigten sich beeindruckt und gaben Clements grünes Licht für eine mögliche Veröffentlichung nach Oliver & Co.
Dabei war die Idee einer filmischen Umsetzung von Arielle bei Disney nicht neu. Bereits Ende der 1930er Jahre hatte man den Plan gefasst, eine Silly Symphony zu dieser Thematik zu erstellen, was jedoch nach einigen Bedenken wieder aufgegeben wurde. Dennoch gab es bereits einige für den Arielle-Cartoon fertiggestellte Bilder, die den Animatoren in den 1980er Jahren als Inspiration dienten.
Nachdem Ron Clements die Zustimmung der Studiobosse erhalten hatte, begann er mit seinem Freund John Musker, das kurze Script auszuarbeiten und einige der Grundideen zu verändern. So fiel die ursprünglich geplante Rolle der Großmutter Arielles weg, während Ursula und Triton einen größeren Part zugestanden bekamen. Schlussendlich umfasste das Drehbuch rund 20 Seiten, bis Clements vollständig zufrieden war. Er plante, so schnell wie möglich mit der filmischen Umsetzung zu beginnen, doch Disneys geschäftliches Hauptaugenmerk lag zu dieser Zeit fast gänzlich auf Falsches Spiel mit Roger Rabbit und Oliver & Co.
1987 erhielt das Projekt durch die Beteiligung von Komponist Howard Ashman neuen Aufschwung, der als Produzent angestellt wurde. Er war für einige der gewichtigsten Veränderungen verantwortlich, unter anderem machte er aus der von Clements erdachten englischen Krabbe Clarence eine jamaikanisch angehauchte und änderte auch die von ihm vorgetragenen Lieder dementsprechend, was am deutlichsten bei Unter dem Meer erkennbar ist. Außerdem plante er mit Arielle die Rückkehr der Disneyfilme zum klassischen Musicalstil, der in den Filmen zu Walt Disneys Lebzeiten sehr populär gewesen war. Um dieses Ziel zu erreichen, begann er mit Alan Menken zusammenzuarbeiten. Sie komponierten gemeinsam sieben verschiedene Songs. Der Film war nicht nur die Rückkehr des Musicals, sondern auch den Beginn einer einträglichen Karriere Menkens bei Disney, die ihm mehrere Auszeichnungen einbrachte.
Ebenfalls eine Tradition, die Disney mit diesem Film wieder aufleben ließ, war der Gebrauch von echten Schauspielern, die bestimmte Szenen des Filmes nachspielten, um somit den Animatoren die Arbeit zu erleichtern. Jodi Benson und Sherri Lynn Stoner dienten dabei z. B. als Vorlage für Arielle.
Ursprünglich sollte die Multiplan-Kamera in diesem Film wieder Verwendung finden, die sich aber damals in einem schlechten Zustand befand, und so wurde auf ihren Einsatz verzichtet. Stattdessen kam es in der Hochzeitsszene zum Einsatz der digitalen Technik CAPS. Es handelt sich dabei um eine spezielle Erfindung, die es ermöglicht, digital zu kolorieren. Sie findet sich auch in den folgenden Disneyfilmen immer wieder.
Neben dem ursprünglichen Studio in Glendale, Kalifornien eröffnete Disney ein neues Studio in Florida, das in die MGM-Studios von Walt Disney World integriert wurde. Obwohl der Park erst im darauffolgenden Jahr seine Pforten öffnete, begannen die Arbeiten im Studio bereits 1988. Es wurden dort einige Sequenzen für Falsches Spiel mit Roger Rabbit fertiggestellt und auch für Arielle.
Je länger die Arbeiten an dem Film dauerten, desto rascher stiegen die Kosten, und der Film erwies sich als um einiges teurer als die übrigen Filme dieser Zeit. Aus diesem Grund sah sich Ron Clements gezwungen, einige Einschränkungen und Sparmaßnahmen vorzunehmen. So wurden aus Kostengründen die meisten vorkommenden Luftblasen von Pacific Rim Productions gezeichnet, einer aus China stammenden Firma mit Hauptsitz in Peking.
Die hohen Kosten des Filmes liegen auch an den vielen Spezialeffekten, die in Arielle so zahlreich und aufwendig in Szene gesetzt wurden, wie es seit Fantasia nicht mehr geschehen war. Laut des Verantwortlichen für die Effekte, Mark Dindal, wurden insgesamt über eine Million Luftblasen verwendet, und allein für die Szene mit dem Sturm brauchten zehn Zeichner ein ganzes Jahr.

### Deutsche Fassungen
Die erste deutsche Synchronisation aus dem Jahr 1989 übernahm die Berliner Synchron GmbH; Klaus-Peter Bauer schrieb das Dialogbuch und führte Dialogregie. Für die musikalische Leitung war Andreas Hommelsheim zuständig.
Die zweite deutsche Synchronisation aus dem Jahr 1998 gab die FFS Film- & Fernseh-Synchron GmbH in Auftrag, Frank Lenart war für Dialogbuch und -regie verantwortlich. Die musikalische Leitung übernahm Quirin Amper.
Die österreichische Fassung entstand beim Tonstudio Heinz in Wien zusammen mit der FFS Film- und Fernseh-Synchron GmbH. Die Dialogregie führte Kurt Sobotka, welcher auch die Rolle des Königs Triton sprach und mit Frank Lenart das Dialogbuch schrieb. Die musikalische Leitung übernahm diesmal erneut Quirin Amper gemeinsam mit Gerhard Heinz.
| Figur                                                    | Originalsprecher          | Deutscher Sprecher | Deutscher Sprecher (1998) | Österreichischer Sprecher (1998) |
| -------------------------------------------------------- | ------------------------- | ------------------ | ------------------------- | -------------------------------- |
| Arielle (orig. Ariel)                                    | Jodi Benson               | Dorette Hugo       | Anna Carlsson             | Caroline Vasicek                 |
| Arielle (Gesang)                                         | Jodi Benson               | Ute Lemper         | Naomi van Dooren          | Caroline Vasicek                 |
| Prinz Erik (orig. Prince Eric)                           | Christopher Daniel Barnes | Frank Schaff       | Jan Josef Liefers         | Sascha Wussow                    |
| Ursula                                                   | Pat Carroll               | Beate Hasenau      | Beate Hasenau             | Beate Hasenau                    |
| Sebastian                                                | Samuel E. Wright          | Joachim Kemmer     | Ron Williams              | Ron Williams                     |
| Fabius (orig. Flounder)                                  | Jason Marin               | Tobias Thoma       | Denis Reuße               | Alexej Solovjov                  |
| König Triton                                             | Kenneth Mars              | Edgar Ott          | Jochen Striebeck          | Kurt Sobotka                     |
| Scuttle                                                  | Buddy Hackett             | Jürgen Kluckert    | Hartmut Neugebauer        | Michael Mohapp                   |
| Grimsby                                                  | Ben Wright                | Helmut Heyne       | Thomas Reiner             | Erich Padalewski                 |
| Flotsam und Jetsam (1989) Abschaum und Meerschaum (1998) | Paddi Edwards             | Lutz Riedel        | Oliver Stritzel           | Oliver Stritzel                  |
| Carlotta                                                 | Edie McClurg              | Hannelore Schüler  | Uschi Wolff               |                                  |
| Seepferdchen Harold                                      | Will Ryan                 | Santiago Ziesmer   | Erwin Nowak               | Hannes Muik                      |
| Louis, der Koch                                          | René Auberjonois          | Victor von Halem   | Walter von Hauff          | Walter von Hauff                 |

1990 erschien Arielle, die Meerjungfrau in den deutschsprachigen Kinos in der Synchronfassung mit Dorette Hugo als Sprech- und Ute Lemper als Singstimme für Arielle. Die Rolle des Königs Triton wurde mit Edgar Ott besetzt, der in Deutschland als Stimme von Benjamin Blümchen bekannt war, während Benjamins Gegenpart, Otto, von Frank Schaff gesprochen wird, der hier die Rolle des Erik übernimmt. Die Rolle der Seemöwe Scuttle wurde mit Jürgen Kluckert besetzt, dem Nachfolger Otts als Benjamin Blümchen.
Zur Wiederauflage im Jahre 1998 fand einem internationalen Vorhaben Disneys folgend auch in der deutschen Fassung eine Neusynchronisation statt, die sich enger am englischen Original orientierte. Die Gründe für das Beharren auf der Neusynchronisation von Seiten Disneys lagen laut Aussage eines Mitarbeiters von Buena Vista Schweiz beim Buena Vista Mutterkonzern Disney Burbank, der die Entscheidung aus „kreativen Gründen“ fällte.
Die neu synchronisierte Arielle-Fassung von 1998 wurde von vielen Fans der alten Synchronfassung abgelehnt. Neusynchronisationen von Disneyfilmen fanden zuvor schon in den 1970er Jahren statt. Die Diskussion um die alten Disney-Synchronisationen kam wieder ins Rollen durch die Neufassung von Arielle. Anders als bei den verfälschenden Neusynchronisationen der Klassiker hielt sich die neue Fassung von Arielle stärker an das englische Original. Kritiker beklagten die ungelenken Dialoge und Liedertexte sowie die schlechte Rollenbesetzung. Erst 2013 veröffentlichte Disney sowohl die alte als auch die neue Synchronisationsfassung auf DVD und Blu-ray.
Für Österreich hat Buena Vista eine Extra-Synchronisation produziert, bei der einige Figuren mit österreichischer Sprachfärbung sprechen. Die österreichische Schauspielerin und Musicaldarstellerin Caroline Vasicek sang die weibliche Hauptrolle.

## Rezeption

### Einspielergebnis
Obwohl Ron Clements mit dem Geschaffenen zufrieden war, gab es im Vorfeld Befürchtungen, der Film könne kommerziell scheitern und die Studios tief in eine Krise hineinziehen. Doch bereits am Startwochenende hatte Arielle ein Einspielergebnis von gut 10 Millionen US-Dollar. Insgesamt wurden rund 111 Millionen US-Dollar in den USA und nochmals etwa 99 Millionen in der ganzen Welt verzeichnet. Die Einspielergebnisse waren so hoch, dass Disney den Film im Jahr 1997 abermals ins Kino brachte.
Zudem läutete Arielle das ein, was von vielen Disney-Fans als die Goldenen 90er bezeichnet wird. Von Die Schöne und das Biest über Aladdin bis hin zu dem für lange Zeit erfolgreichsten Animationsfilm, Der König der Löwen, wurden alle Filme große kommerzielle Erfolge und errangen mehrere Auszeichnungen.
Nachwirkungen des Erfolges sind nebst der 1992 erstmals gezeigten 31-teiligen Fernsehserie Arielle, die Meerjungfrau die daraus entstandenen Fortsetzungen für das Digitale Fernsehen, für die sich Fans weniger begeistern können. Am 19. September 2000 feierte der Film Arielle, die Meerjungfrau 2 – Sehnsucht nach dem Meer seine Premiere, der die Abenteuer von Arielles Tochter Melody erzählt. Arielle, die Meerjungfrau – Wie alles begann erschien in Deutschland am 11. September 2008 auf DVD.
In Deutschland erschien 1992 eine Hörspielserie von Karussell, deren Geschichtenpotenzial jedoch bereits nach zwei Episoden erschöpft war. In Überraschungen und Ursulas Rache wird davon berichtet, wie es Arielle nach ihrer Hochzeit ergeht. Die Meereswelt fehlt ihr sehr, sodass ihr Vater durch einen Zauber bewirkt, dass sie sich in jeder Vollmondnacht wieder in eine Meerjungfrau verwandelt. Zeitgleich kehrt die totgeglaubte Hexe Ursula zurück und schwört Rache für das, was man ihr angetan hatte. In beiden Folgen entführt sie Arielle, die aber rechtzeitig vor ihrer Rückverwandlung von ihren Freunden gerettet werden kann.

### Auszeichnungen
Während die vorherigen Disneyfilme bei Oscarverleihungen eher schlecht wegkamen, durfte Arielle zwei Oscars mit nach Hause nehmen, einmal für die Beste Filmmusik und einmal für den besten Filmsong. Auch bei weiteren Verleihungen wurde der 28. Disney-Film großzügig bedacht. Nebst einem Grammy und zwei Golden Globe Awards sprang auch der BMI Music Film Award für Alan Menken heraus. Die Auszeichnungen in der Übersicht:
Grammy Awards 1991
- Grammy in der Kategorie Bester Song für Alan Menken und Howard Ashman („Under the Sea“)

Goldene Leinwand 1991
Golden Globe Award 1990
- Golden Globe in der Kategorie Bester Filmsong für Alan Menken und Howard Ashman („Under the Sea“)
- Golden Globe in der Kategorie Beste Filmmusik für Alan Menken und Howard Ashman

BMI Film Music Award 1990
- BMI Film Music Award für Alan Menken

Oscar 1990
- Oscar in der Kategorie Beste Filmmusik für Alan Menken
- Oscar in der Kategorie Bester Song für Alan Menken und Howard Ashman („Under the Sea“)

Los Angeles Film Critics Association Award 1989
- Los Angeles Film Critics Association Award in der Kategorie Bester Animationsfilm

National Film Registry
- Aufnahme 2022

### Kritiken
Arielle erhielt ein sehr gutes Presseecho, was sich auch in den Auswertungen US-amerikanischer Aggregatoren widerspiegelt. So erfasst Rotten Tomatoes größtenteils wohlwollende Besprechungen und ordnet den Film dementsprechend als „Zertifiziert Frisch“ ein. Metacritic ermittelt aus den vorliegenden Bewertungen „Allgemeines Kritikerlob“.

„Aus Hans Christian Andersens berühmten Märchen um die Meerjungfrau, die sich in einen Menschen verliebt, schufen Walt Disneys Zeichner einen liebenswerten Animationsfilm, der 1989/90 weltweit in den Kinos zum großen Erfolg wurde und mittlerweile zu den Klassikern des Genres zählt.
Der Zauber der Geschichte, der sprühende Einfallsreichtum in der liebenswerten Gestaltung der Meeresbewohner gehören zu den schönsten Disney-Erfindungen überhaupt.“

„Ein ebenso turbulenter wie amüsanter Zeichentrickfilm nach Motiven eines Märchens von Hans Christian Andersen, der die Sentimentalitäten mit viel Komik aufwiegt. Im ersten Märchenfilm des Studios seit 1959 sind die hervorragenden Songs (u. a. Unter dem Meer) die Grundlage für einen mitreißenden, fantasievollen Film, der freilich mit Andersens tief melancholischer Vorlage kaum noch etwas zu tun hat – bis hin zum überraschenden Happy-End.“

### Veröffentlichungen im deutschsprachigen Raum
- Arielle, die Meerjungfrau – Walt Disney Meisterwerke, VHS 1991 (Fassung 1989)
- Arielle, die Meerjungfrau – Walt Disney Meisterwerke, VHS 1998 (Wiederveröffentlichung)
- Arielle, die Meerjungfrau – Walt Disney Meisterwerke, DVD 2000 (Fassung 1998)
- Arielle, die Meerjungfrau – Special Edition, DVD 2006 (Fassung 1998)
- Arielle, die Meerjungfrau – Diamond Edition, DVD / Blu-ray Disc 2013 (Synchronisation 1989 und 1998)
- Arielle, die Meerjungfrau – Collectors Edition, Blu-ray-Media-Book, limitiert, 2013
- Arielle, die Meerjungfrau – Disney Classics 27, DVD / Blu-ray Disc 2017 (beide Tonspuren)
- Arielle, die Meerjungfrau – Disney+, Video-on-Demand 2020 (Synchronisation 1998)

## Lieder
Die Titel gemäß der alten und neuen Synchronfassung:
- Fathoms Below / Im Herzen der tiefblauen See (engl.: Fathoms Below) – Das Lied der Seemänner auf Prinz Eriks Schiff zu Beginn des Films
- Töchter des Triton / Tritons Töchter (engl.: Daughters of Triton) – Das Lied von Arielles Schwestern auf dem Konzert. Arielle soll später in das Lied einsteigen, ist jedoch nicht anwesend.
- Arielles Traum (Ein Mensch zu sein) (engl.: Part of Your World) – Gesungen von Arielle. In ihrem geheimen Versteck träumt sie davon, ein Mensch zu sein und an Land zu leben.
- In deiner Welt (Ein Mensch zu sein Reprise) (engl.: Part of Your World (Reprise)) – Nachdem sie ihn gerettet hat, verliebt sich Arielle endgültig in Erik und will eines Tages als Mensch an seiner Seite leben.
- Unter dem Meer / Unten im Meer (engl.: Under the Sea) – Gesungen von Sebastian, um Arielle von den Gedanken an Erik abzulenken und sie von der Schönheit des Meeres zu überzeugen.
- Ursulas Zauber / Die armen Seelen in Not (engl.: Poor Unfortunate Souls) – Gesungen von Ursula, während sie Arielle überredet, ihr zu vertrauen und ihren Vertrag zu unterschreiben.
- Les Poissons (engl.: Les Poissons) – Gesungen von Chefkoch Louis.
- Küss sie doch / Nur ein Kuss (engl.: Kiss the Girl) – Gesungen von Sebastian und den Bewohnern des Sees, auf dem Arielle und Erik mit dem Boot fahren.
- Happy Ending / In deiner Welt (Finale) (engl.: Happy Ending) – Gesungen von den Meerbewohnern während der Hochzeit von Arielle und Erik.

Von den Liedern des Films existieren zahlreiche Pop-Versionen.